# Magallanes (provincie)
Magallanes is een provincie van Chili in de regio Magallanes y la Antártica Chilena. De provincie telde 133.282 inwoners in 2017 en heeft een oppervlakte van 38.401 km². Hoofdstad is Punta Arenas.

## Gemeenten
Magallanes is verdeeld in gemeenten:
- Laguna Blanca
- Punta Arenas
- Río Verde
- San Gregorio